# Record Collector
Record Collector – brytyjski magazyn muzyczny poświęcony muzyce, w tym recenzjom muzycznym. Wydawany od 1980 roku. Od 1993 roku wydaje Rare Record Price Guide – książkowy (a od 2010 roku również internetowy) przewodnik po cenach płyt. W 2011 roku Record Collector założył wytwórnię, Record Collector Magazine, oferującą czytelnikom rzadkie i mało znane wydania płyt winylowych.  

## Historia i profil
Magazyn Record Collector został założony w 1979 roku. Pierwszy numer ukazał się w marcu 1980 roku. Magazyn jest pierwszym i najdłużej działającym miesięcznikiem muzycznym w Wielkiej Brytanii. dostarcza najnowszych informacji o artystach i płytach z każdej dziedziny współczesnej muzyki. Od samego początku zaczął zamieszczać obszerne listy płyt, dyskografie i wyceny każdego znaczącego wydawnictwa. Służy kolekcjonerom, oferując retrospektywne felietony, recenzje albumów, pełne dyskografie, szczegółowe wywiady czy artykuły na temat targów płytowych. Oferuje również usługi online, jak handel, czy pobieranie muzyki. Zawiera również strony Q&A, na których czytelnicy mogą uzyskać odpowiedzi na pytania dotyczące rzadkich i nieznanych płyt. Zyskał miano Biblii sceny muzycznej. Początkowo koncentrował się na płytach winylowych, ale od połowy lat 80. XX wieku uwagę poświęca również płytom CD.
Od 1993 roku wydaje Rare Record Price Guide – przewodnik po cenach płyt, wydawany w formie książkowej, uwzględniający wszystkie gatunki muzyczne, w tym: rock and roll, rock, pop, punk, blues, jazz, soul, hip-hop, reggae. Od stycznia 2010 roku ukazuje się Rare Record Price Guide Online, będący uzupełnieniem wydania książkowego.
Począwszy od 2000 roku Record Collector publikuje listy na koniec roku (end of year lists). 
W 2011 roku Record Collector założył wytwórnię, Record Collector Magazine, oferującą swym czytelnikom rzadkie i mało znane edycje płyt winylowych, wydawanych w ograniczonym nakładach, z których wiele szybko się wyczerpało. 
W lutym 2018 roku Diamond Publishing, wydawca Record Collector, mianował redaktorem magazynu Paula Lestera, dziennikarza muzycznego, związanego przedtem z Melody Maker (jako felietonista) i z Uncut (jako zastępca redaktora). Zastąpił on Iana McCanna, piastującego to stanowisko przez blisko 7 lat.